# Vela nos Jogos Olímpicos de Verão de 2024 - Qualificação
Este artigo detalha a fase de qualificação para a vela nos Jogos Olímpicos de Verão de 2024. Foram atribuídas 312 vagas de cota para os Jogos aos velejadores provenientes de seus respectivos Comitês Olímpicos, com base nos resultados em regatas designadas e supervisionadas pela World Sailing. O país anfitrião, França, reserva um único barco em cada uma das dez classes de vela, enquanto quatro vagas de cota (duas por gênero) são distribuídas aos CONs que competem no singlehander ILCA 7 masculino e no singlehander ILCA 6 feminino sob a Comissão Tripartite.
O período de qualificação começou no Campeonato Mundial de Vela de 2023 em Haia, onde 107 vagas, cerca de 40% da cota total, serão concedidas aos CONs com melhor classificação em dez classes de vela diferentes. Posteriormente, cada classe atribuiu uma vaga de cota nas respectivas regatas do campeonato continental (África, Ásia, América Central e do Sul, Europa, América do Norte e Caribe e Oceania), com exceção das classes ILCA, que atribuiram vagas de cota da seguinte forma. Sete vagas foram distribuídas aos velejadores que representam os CONs de melhor classificação, não previamente qualificados, em cada um dos Campeonatos Mundiais de singlehander masculino ILCA 7 e feminino de singlehander ILCA 6 de 2024. Cada evento de qualificação continental singlehander concede duas vagas de cota, com exceção da Ásia, que concede uma vaga de cota nos Jogos Asiáticos de 2023 na China e duas vagas de cota no evento de qualificação para as Olimpíadas Asiáticas na Tailândia.

## Linha do tempo
| Evento                                                          | Data                                   | Local                           |
| Eventos de qualificação mundial                                 | Eventos de qualificação mundial        | Eventos de qualificação mundial |
| --------------------------------------------------------------- | -------------------------------------- | ------------------------------- |
| Campeonato Mundial de Vela de 2023                              | 10–20 de agosto de 2023                | The Hague                       |
| Campeonato Mundial ILCA 6 de 2024                               | 3–10 de janeiro de 2024                | Mar del Plata                   |
| Campeonato Mundial ILCA 7 de 2024                               | 24–31 de janeiro de 2024               | Adelaide                        |
| Eventos de qualificação na África                               |                                        |                                 |
| Regata Continental Africana de 2023 (exceto 470)                | 1–9 de dezembro de 2023                | Baía de Soma                    |
| Campeonato Mundial de 470 de 2024                               | 24 de fevereiro – 3 de março de 2024   | Palma de Mallorca               |
| Eventos de qualificação na Ásia                                 |                                        |                                 |
| Jogos Asiáticos de 2022 (iQFoil, Formula Kite, ILCA 6 e ILCA 7) | 19–27 de dezembro de 2023              | Hancheu                         |
| Campeonatos ASAF de 2023 (exceto iQFoil e Formula Kite)         | 10–21 de dezembro de 2023              | Chonburi                        |
| Eventos de qualificação na Europa                               |                                        |                                 |
| Campeonato Europeu de Formula Kite de 2023                      | 16–24 de setembro de 2023              | Portsmouth                      |
| Campeonatos Europeus de 49er, 49erFX e Nacra 17 de 2023         | 8–13 de novembro de 2023               | Vilamoura                       |
| Campeonato Mundial IQFoil de 2024                               | 26 de janeiro – 3 de fevereiro de 2024 | Lanzarote                       |
| Campeonato Europeu Sênior ILCA de 2024 (ILCA 6 e ILCA 7)        | 16 de fevereiro – 23 de março de 2024  | Atenas                          |
| Campeonato Mundial de 470 de 2024                               | 24 de fevereiro – 3 de março 2024      | Palma de Mallorca               |
| Eventos de qualificação na América do Norte                     |                                        |                                 |
| Jogos Pan-Americanos de 2023 (exceto 470)                       | 28 de outubro – 5 de novembro de 2023  | Algarrobo                       |
| Campeonato Mundial de 470 de 2024                               | 24 de fevereiro – 3 de março de 2024   | Palma de Mallorca               |
| Eventos de qualificação na América do Sul                       |                                        |                                 |
| Jogos Pan-Americanos de 2023 (exceto 470)                       | 28 de outubro – 5 de novembro de 2023  | Algarrobo                       |
| Campeonato Mundial de 470 de 2024                               | 24 de fevereiro – 3 de março de 2024   | Palma de Mallorca               |
| Eventos de qualificação da Oceania                              |                                        |                                 |
| Sail Sidney de 2023                                             | 9–15 de dezembro de 2023               | Sydney                          |
| Última Chance                                                   |                                        |                                 |
| Semaine Olympique Française                                     | 18–27 de abril de 2024                 | Hyères                          |

## Vagas
Abaixo estão os números de barcos. As classes 470, 49er, 49erFX e Nacra 17 têm tripulações de 2 pessoas por barco.
| Evento       | 2023 WC   | 2024 WC   | AFR       | ASI       | EUR       | NAM       | SAM       | OCE       | 2024 LCR  | ENP       | Sede      | UNI       | Total     |
| Masculino    | Masculino | Masculino | Masculino | Masculino | Masculino | Masculino | Masculino | Masculino | Masculino | Masculino | Masculino | Masculino | Masculino |
| ------------ | --------- | --------- | --------- | --------- | --------- | --------- | --------- | --------- | --------- | --------- | --------- | --------- | --------- |
| IQFoil       | 11        | 0         | 1         | 1         | 1         | 1         | 1         | 1         | 5         | 1         | 1         | 0         | 24        |
| Formula Kite | 8         | 0         | 1         | 1         | 1         | 1         | 1         | 1         | 5         | 0         | 1         | 0         | 20        |
| ILCA 7       | 16        | 7         | 2         | 3         | 2         | 2         | 2         | 2         | 3         | 1         | 1         | 2         | 43        |
| 49er         | 10        | 0         | 1         | 1         | 1         | 1         | 1         | 1         | 3         | 0         | 1         | 0         | 20        |
| Feminino     |           |           |           |           |           |           |           |           |           |           |           |           |           |
| IQFoil       | 11        | 0         | 1         | 1         | 1         | 1         | 1         | 1         | 5         | 1         | 1         | 0         | 24        |
| Formula Kite | 8         | 0         | 1         | 1         | 1         | 1         | 1         | 1         | 5         | 0         | 1         | 0         | 20        |
| ILCA 6       | 16        | 7         | 2         | 3         | 2         | 2         | 2         | 2         | 3         | 1         | 1         | 2         | 43        |
| 49er FX      | 10        | 0         | 1         | 1         | 1         | 1         | 1         | 1         | 3         | 0         | 1         | 0         | 20        |
| Misto        |           |           |           |           |           |           |           |           |           |           |           |           |           |
| 470          | 8         | 0         | 1         | 1         | 1         | 1         | 1         | 1         | 4         | 0         | 1         | 0         | 19        |
| Nacra 17     | 9         | 0         | 1         | 1         | 1         | 1         | 1         | 1         | 3         | 0         | 1         | 0         | 19        |

## Sumário de qualificação
| Nação                           | Masulino | Masulino     | Masulino | Masulino | Feminino | Feminino     | Feminino | Feminino | Misto | Misto    | Total  | Total   |
| Nação                           | IQFoil   | Formula Kite | ILCA 7   | 49er     | IQFoil   | Formula Kite | ILCA 6   | 49erFX   | 470   | Nacra 17 | Barcos | Atletas |
| ------------------------------- | -------- | ------------ | -------- | -------- | -------- | ------------ | -------- | -------- | ----- | -------- | ------ | ------- |
| ALG Argélia                     | Yes      |              |          |          |          |              |          |          |       |          | 1      | 1       |
| ANG Angola                      |          |              | Yes      |          |          |              |          |          | Yes   |          | 2      | 3       |
| ANT Antígua e Barbuda           |          | Yes          |          |          |          |              |          |          |       |          | 1      | 1       |
| ARG Argentina                   | Yes      |              | Yes      |          | Yes      | Yes          | Yes      |          |       | Yes      | 6      | 7       |
| ARU Aruba                       | Yes      |              | Yes      |          |          |              |          |          |       |          | 2      | 2       |
| AUS Austrália                   | Yes      |              | Yes      | Yes      | Yes      | Yes          | Yes      | Yes      |       | Yes      | 8      | 11      |
| AUT Áustria                     |          | Yes          |          | Yes      | Yes      | Yes          |          |          | Yes   | Yes      | 6      | 9       |
| BEL Bélgica                     |          |              | Yes      | Yes      |          |              | Yes      | Yes      |       | Yes      | 5      | 8       |
| BER Bermudas                    |          |              |          |          |          |              | Yes      |          |       |          | 1      | 1       |
| BRA Brasil                      | Yes      | Yes          | Yes      | Yes      |          |              | Yes      | Yes      | Yes   | Yes      | 8      | 12      |
| CAN Canadá                      |          |              |          | Yes      |          | Yes          | Yes      | Yes      |       |          | 4      | 6       |
| CAY Ilhas Cayman                |          |              |          |          |          |              | Yes      |          |       |          | 1      | 1       |
| CHI Chile                       |          |              | Yes      |          |          |              | Yes      |          |       |          | 2      | 2       |
| CHN China                       | Yes      | Yes          |          | Yes      | Yes      | Yes          | Yes      | Yes      | Yes   | Yes      | 9      | 13      |
| COL Colômbia                    |          | Yes          |          |          |          |              |          |          |       |          | 1      | 1       |
| CRO Croácia                     |          | Yes          | Yes      | Yes      | Yes      |              | Yes      |          |       |          | 5      | 6       |
| CYP Chipre                      |          | Yes          | Yes      |          |          |              | Yes      |          |       |          | 3      | 3       |
| CZE Chéquia                     |          |              |          |          | Yes      |              |          | Yes      |       |          | 2      | 3       |
| DEN Dinamarca                   | Yes      |              | Yes      | Yes      |          |              | Yes      | Yes      |       | Yes      | 5      | 8       |
| EGY Egito                       |          |              | Yes      |          |          |              | Yes      |          |       |          | 2      | 2       |
| ESA El Salvador                 |          |              | Yes      |          |          |              |          |          |       |          | 1      | 1       |
| EST Estônia                     |          |              | Yes      |          | Yes      |              |          |          |       |          | 2      | 2       |
| FIJ Fiji                        |          |              | Yes      |          |          |              | Yes      |          |       |          | 2      | 2       |
| FIN Finlândia                   | Yes      |              | Yes      |          |          |              | Yes      | Yes      |       | Yes      | 5      | 7       |
| FRA França                      | Yes      | Yes          | Yes      | Yes      | Yes      | Yes          | Yes      | Yes      | Yes   | Yes      | 10     | 14      |
| GER Alemanha                    | Yes      | Yes          | Yes      | Yes      | Yes      | Yes          | Yes      | Yes      | Yes   | Yes      | 10     | 14      |
| GBR Grã-Bretanha                | Yes      | Yes          | Yes      | Yes      | Yes      | Yes          | Yes      | Yes      | Yes   | Yes      | 10     | 14      |
| GRE Grécia                      | Yes      | Yes          |          |          |          |              |          |          | Yes   |          | 3      | 4       |
| GUA Guatemala                   |          |              | Yes      |          |          |              |          |          |       |          | 1      | 1       |
| HKG Hong Kong                   | Yes      |              | Yes      | Yes      | Yes      |              |          |          |       |          | 4      | 5       |
| HUN Hungria                     |          |              | Yes      |          |          |              | Yes      |          |       |          | 2      | 2       |
| IND Índia                       |          |              | Yes      |          |          |              | Yes      |          |       |          | 2      | 2       |
| AIN Atletas Individuais Neutros |          |              |          |          | Yes      |              |          |          |       |          | 1      | 1       |
| IRL Irlanda                     |          |              | Yes      | Yes      |          |              | Yes      |          |       |          | 3      | 4       |
| ISR Israel                      | Yes      | Yes          | Yes      |          | Yes      | Yes          | Yes      |          | Yes   |          | 7      | 8       |
| ITA Itália                      | Yes      | Yes          | Yes      |          | Yes      | Yes          | Yes      | Yes      | Yes   | Yes      | 9      | 12      |
| JPN Japão                       | Yes      |              |          |          |          |              |          | Yes      | Yes   | Yes      | 4      | 7       |
| LTU Lituânia                    | Yes      |              |          |          |          |              | Yes      |          |       |          | 2      | 2       |
| MAS Malásia                     |          |              | Yes      |          |          |              | Yes      |          |       |          | 2      | 2       |
| MRI Maurício                    |          | Yes          |          |          |          | Yes          |          |          |       |          | 2      | 2       |
| MEX México                      |          |              |          |          | Yes      |              | Yes      |          |       |          | 2      | 2       |
| MNE Montenegro                  |          |              | Yes      |          |          |              |          |          |       |          | 1      | 1       |
| MOZ Moçambique                  |          |              |          |          |          |              | Yes      |          |       |          | 1      | 1       |
| NED Países Baixos               | Yes      |              | Yes      | Yes      | Yes      | Yes          | Yes      | Yes      |       | Yes      | 8      | 11      |
| NZL Nova Zelândia               | Yes      | Yes          | Yes      | Yes      | Yes      | Yes          | Yes      | Yes      |       | Yes      | 9      | 12      |
| NOR Noruega                     |          |              | Yes      |          | Yes      |              | Yes      | Yes      |       |          | 4      | 5       |
| PER Peru                        |          |              | Yes      |          |          |              | Yes      |          |       |          | 2      | 2       |
| POL Polônia                     | Yes      | Yes          |          | Yes      | Yes      | Yes          | Yes      | Yes      |       |          | 7      | 9       |
| POR Portugal                    |          |              | Yes      |          |          | Yes          | Yes      |          | Yes   |          | 4      | 5       |
| PUR Porto Rico                  |          |              | Yes      |          |          |              |          |          |       |          | 1      | 1       |
| ROU Romênia                     |          |              |          |          |          |              | Yes      |          |       |          | 1      | 1       |
| SAM Samoa                       |          |              | Yes      |          |          |              |          |          |       |          | 1      | 1       |
| SGP Singapura                   |          | Yes          | Yes      |          |          |              |          |          |       |          | 2      | 2       |
| SVK Eslováquia                  | Yes      |              |          |          |          |              |          |          |       |          | 1      | 1       |
| SLO Eslovênia                   |          | Yes          | Yes      |          | Yes      |              | Yes      |          | Yes   |          | 5      | 6       |
| KOR Coreia do Sul               |          |              | Yes      |          |          |              |          |          |       |          | 1      | 1       |
| ESP Espanha                     | Yes      |              | Yes      | Yes      | Yes      | Yes          | Yes      | Yes      | Yes   | Yes      | 9      | 13      |
| SWE Suécia                      |          |              | Yes      |          | Yes      |              | Yes      | Yes      | Yes   | Yes      | 6      | 9       |
| SUI Suíça                       | Yes      |              |          | Yes      | Yes      | Yes          | Yes      |          | Yes   |          | 6      | 8       |
| THA Tailândia                   |          | Yes          | Yes      |          |          | Yes          | Yes      |          |       |          | 4      | 4       |
| TUR Turquia                     |          |              | Yes      |          | Yes      | Yes          | Yes      |          | Yes   | Yes      | 6      | 8       |
| USA Estados Unidos              | Yes      | Yes          |          | Yes      | Yes      | Yes          | Yes      | Yes      | Yes   | Yes      | 9      | 13      |
| URU Uruguai                     |          |              |          | Yes      |          |              | Yes      |          |       |          | 2      | 3       |
| Total: 63 CONs                  | 24       | 20           | 41       | 20       | 24       | 20           | 41       | 20       | 19    | 19       | 248    | 326     |

## Eventos masculinos

### IQFoil
| #  | Nação              | Evento                                               | Posição | Classificados              | Selecionados       |
| -- | ------------------ | ---------------------------------------------------- | ------- | -------------------------- | ------------------ |
| 1  | FRA França         | Nação anfitriã                                       | —       | —                          | Nicolas Goyard     |
| 2  | NED Países Baixos  | Campeonato Mundial de 2023                           | 1       | Luuc van Opzeeland         | Luuc van Opzeeland |
| 3  | GER Alemanha       | Campeonato Mundial de 2023                           | 2       | Sebastian Kördel           |                    |
| 4  | ITA Itália         | Campeonato Mundial de 2023                           | 3       | Nicolò Renna               | Nicolò Renna       |
| 5  | GBR Grã-Bretanha   | Campeonato Mundial de 2023                           | 5       | Sam Sills                  | Sam Sills          |
| 6  | ISR Israel         | Campeonato Mundial de 2023                           | 6       | Yoav Omer                  | Tom Reuveny        |
| 7  | NZL Nova Zelândia  | Campeonato Mundial de 2023                           | 7       | Josh Armit                 | Josh Armit         |
| 8  | AUS Austrália      | Campeonato Mundial de 2023                           | 9       | Grae Morris                | Grae Morris        |
| 9  | ESP Espanha        | Campeonato Mundial de 2023                           | 11      | Ignacio Baltasar           | Ignacio Baltasar   |
| 10 | POL Polônia        | Campeonato Mundial de 2023                           | 13      | Paweł Tarnowski            |                    |
| 11 | BRA Brasil         | Campeonato Mundial de 2023                           | 16      | Mateus Isaac               |                    |
| 12 | SUI Suíça          | Campeonato Mundial de 2023                           | 21      | Elia Colombo               |                    |
| 13 | CHN China          | Jogos Asiáticos                                      | 1       | Bi Kun                     |                    |
| 14 | ARU Aruba          | Jogos Pan-Americanos (América do Norte)              | 2       | Ethan Westera              |                    |
| 15 | ARG Argentina      | Jogos Pan-Americanos (América do Sul)                | 4       | Francisco Saubidet Birkner |                    |
| 16 | ALG Argélia        | Regata Africana de 2023                              | 1       | Rami Boudrouma             |                    |
| —  |                    | Sail Sidney de 2023                                  |         |                            |                    |
| 17 | DEN Dinamarca      | Campeonato Mundial (Europa)                          | 17      | Johan Søe                  | Johan Søe          |
| 18 | JPN Japão          | Última Chance de 2024                                | 1       | Makoto Tomizawa            |                    |
| 19 | USA Estados Unidos | Última Chance de 2024                                | 2       | Noah Lyons                 | Noah Lyons         |
| 20 | GRE Grécia         | Última Chance de 2024                                | 3       | Byron Kokkalanis           |                    |
| 21 | LTU Lituânia       | Última Chance de 2024                                | 4       | Rytis Jasiūnas             |                    |
| 22 | HKG Hong Kong      | Última Chance de 2024                                | 5       | Cheng Ching Yin            |                    |
| 23 | SVK Eslováquia     | Emerging Nations Program                             | 8       | Robert Kubín               |                    |
| 24 | FIN Finlândia      | Realocação do Programa das Nações em Desenvolvimento | 7       | Jakob Eklund               |                    |

### Formula Kite
| #  | Nação                 | Evento                                  | Posição | Classificados         | Selecionados     |
| -- | --------------------- | --------------------------------------- | ------- | --------------------- | ---------------- |
| 1  | FRA França            | Nação anfitriã                          | —       | —                     | Axel Mazella     |
| 2  | SGP Singapura         | Campeonato Mundial de 2023              | 1       | Maximilian Maeder     |                  |
| 3  | SLO Eslovênia         | Campeonato Mundial de 2023              | 2       | Toni Vodišek          |                  |
| 4  | AUT Áustria           | Campeonato Mundial de 2023              | 4       | Valentin Bontus       |                  |
| 5  | ITA Itália            | Campeonato Mundial de 2023              | 5       | Riccardo Pianosi      | Riccardo Pianosi |
| 6  | CYP Chipre            | Campeonato Mundial de 2023              | 6       | Denis Taradin         |                  |
| 7  | CHN China             | Campeonato Mundial de 2023              | 7       | Huang Qibin           |                  |
| 8  | CRO Croácia           | Campeonato Mundial de 2023              | 8       | Martin Dolenc         |                  |
| 9  | BRA Brasil            | Campeonato Mundial de 2023              | 9       | Bruno Lobo            |                  |
| 10 | GER Alemanha          | Campeonato Europeu                      | 4       | Jannis Maus           |                  |
| 11 | THA Tailândia         | Jogos Asiáticos                         | 3       | Jonathan Weston       |                  |
| 12 | ANT Antígua e Barbuda | Jogos Pan-Americanos (América do Norte) | 2       | Tiger Tyson           |                  |
| 13 | COL Colômbia          | Jogos Pan-Americanos (América do Sul)   | 6       | Victor Bolaños        |                  |
| 14 | MRI Maurício          | Regata Africana de 2023                 | 1       | Jean Lauri Fenouillot |                  |
| 15 | NZL Nova Zelândia     | Sail Sidney de 2023                     | 2       | Lukas Walton-Keim     |                  |
| 16 | GBR Grã-Bretanha      | Última Chance de 2024                   | 1       | Connor Bainbridge     |                  |
| 17 | POL Polônia           | Última Chance de 2024                   | 2       | Maksymilian Zakowski  |                  |
| 18 | USA Estados Unidos    | Última Chance de 2024                   | 4       | Markus Edegran        | Markus Edegran   |
| 19 | GRE Grécia            | Última Chance de 2024                   | 5       | Kameron Maramenidis   |                  |
| 20 | ISR Israel            | Última Chance de 2024                   | 6       | Dor Zarka             |                  |

### ILCA 7
| #  | Nação             | Evento                                   | Posição | Classificados            | Selecionados         |
| -- | ----------------- | ---------------------------------------- | ------- | ------------------------ | -------------------- |
| 1  | FRA França        | Nação anfitriã                           | —       | —                        | Jean-Baptiste Bernaz |
| 2  | AUS Austrália     | Campeonato Mundial de 2023               | 1       | Matthew Wearn            | Matthew Wearn        |
| 3  | GBR Grã-Bretanha  | Campeonato Mundial de 2023               | 2       | Michael Beckett          | Michael Beckett      |
| 4  | NZL Nova Zelândia | Campeonato Mundial de 2023               | 3       | George Gautrey           | Tom Saunders         |
| 5  | ITA Itália        | Campeonato Mundial de 2023               | 5       | Lorenzo Chiavarini       | Lorenzo Chiavarini   |
| 6  | CYP Chipre        | Campeonato Mundial de 2023               | 6       | Pavlos Kontides          |                      |
| 7  | NED Países Baixos | Campeonato Mundial de 2023               | 7       | Duko Bos                 |                      |
| 8  | ESP Espanha       | Campeonato Mundial de 2023               | 8       | Joaquín Blanco           |                      |
| 9  | NOR Noruega       | Campeonato Mundial de 2023               | 9       | Hermann Tomasgaard       |                      |
| 10 | GER Alemanha      | Campeonato Mundial de 2023               | 12      | Philipp Buhl             |                      |
| 11 | PER Peru          | Campeonato Mundial de 2023               | 14      | Stefano Peschiera        |                      |
| 12 | BEL Bélgica       | Campeonato Mundial de 2023               | 15      | William de Smet          | William de Smet      |
| 13 | FIN Finlândia     | Campeonato Mundial de 2023               | 18      | Kaarle Tapper            | Kaarle Tapper        |
| 14 | HUN Hungria       | Campeonato Mundial de 2023               | 19      | Jonatán Vadnai           |                      |
| 15 | CRO Croácia       | Campeonato Mundial de 2023               | 21      | Tonči Stipanović         |                      |
| 16 | IRL Irlanda       | Campeonato Mundial de 2023               | 23      | Finn Lynch               | Finn Lynch           |
| 17 | POR Portugal      | Campeonato Mundial de 2023               | 24      | Eduardo Marques          |                      |
| 18 | SGP Singapura     | Jogos Asiáticos                          | 1       | Ryan Lo                  |                      |
| 19 | PUR Porto Rico    | Jogos Pan-Americanos (América do Norte)  | 6       | Pedro Luis Fernández     |                      |
| 20 | ARU Aruba         | Jogos Pan-Americanos (América do Norte)) | 7       | Just van Aanholt         |                      |
| 21 | ARG Argentina     | Jogos Pan-Americanos (América do Sul)    | 4       | Francisco Guaragna       |                      |
| 22 | BRA Brasil        | Jogos Pan-Americanos (América do Sul)    | 5       | Bruno Fontes             |                      |
| 23 | EGY Egito         | Regata Africana de 2023                  | 1       | Aly Badawy               |                      |
| 24 | ANG Angola        | Regata Africana de 2023                  | 2       | Flipe Francisco Andre    |                      |
| 25 | SAM Samoa         | Sail Sidney de 2023                      | 6       | Eroni Leilua             |                      |
| 26 | FIJ Fiji          | Sail Sidney de 2023                      | 22      | Viliame Ratului          | Viliame Ratului      |
| 27 | HKG Hong Kong     | Campeonato Mundial (Ásia)                | 1       | Nicholas Halliday        |                      |
| 28 | THA Tailândia     | Campeonato Mundial (Ásia)                | 2       | Arthit Mikhail Romanyk   |                      |
| 29 | GUA Guatemala     | Campeonato Mundial ILCA de 2024          | 13      | Juan Ignacio Maegli      |                      |
| 30 | MNE Montenegro    | Campeonato Mundial ILCA de 2024          | 21      | Milivoj Dukić            |                      |
| 31 | CHI Chile         | Campeonato Mundial ILCA de 2024          | 24      | Clemente Seguel          |                      |
| 32 | DEN Dinamarca     | Campeonato Mundial ILCA de 2024          | 25      | Johan Schubert           | Johan Schubert       |
| 33 | IND Índia         | Campeonato Mundial ILCA de 2024          | 26      | Vishnu Saravanan         |                      |
| 34 | TUR Turquia       | Campeonato Mundial ILCA de 2024          | 28      | Yalcin Citak             |                      |
| 35 | SWE Suécia        | Campeonato Mundial ILCA de 2024          | 30      | Emil Bengtson            |                      |
| 36 | ISR Israel        | Campeonato Europeu ILCA de 2024          | 8       | Omer Vilenchik           |                      |
| 37 | SLO Eslovênia     | Campeonato Europeu ILCA de 2024          | 11      | Žan Luka Zelko           |                      |
| 38 | KOR Coreia do Sul | Última Chance de 2024                    | 1       | Ha Jee-min               |                      |
| 39 | EST Estônia       | Última Chance de 2024                    | 2       | Karl-Martin Rammo        |                      |
| 40 | MAS Malásia       | Última Chance de 2024                    | 3       | Khairulnizam Mohd Afendy |                      |
| 41 | ESA El Salvador   | Emerging Nations Program                 | 9       | Enrique Arathoon         |                      |
| 42 |                   | Lugares de universalidade                | —       | —                        |                      |
| 43 |                   | Lugares de universalidade                | —       | —                        |                      |

### 49er
| #  | Nação              | Evento                                               | Posição | Classificados                       | Selecionados                 |
| -- | ------------------ | ---------------------------------------------------- | ------- | ----------------------------------- | ---------------------------- |
| 1  | FRA França         | Nação anfitriã                                       | —       | —                                   | Erwan Fischer Clément Piquin |
| 2  | NED Países Baixos  | Campeonato Mundial de 2023                           | 1       | Bart Lambriex Floris van de Werken  |                              |
| 3  | SUI Suíça          | Campeonato Mundial de 2023                           | 2       | Sébastien Schneiter Arno de Planta  |                              |
| 4  | ESP Espanha        | Campeonato Mundial de 2023                           | 3       | Florián Trittel Diego Botín         | Florián Trittel Diego Botín  |
| 5  | NZL Nova Zelândia  | Campeonato Mundial de 2023                           | 4       | Isaac McHardie Will McKenzie        | Isaac McHardie Will McKenzie |
| 6  | USA Estados Unidos | Campeonato Mundial de 2023                           | 5       | Andrew Mollerus Ian MacDiarmid      | Ian Barrows Hans Henken      |
| 7  | GBR Grã-Bretanha   | Campeonato Mundial de 2023                           | 6       | James Peters Fynn Sterritt          | James Peters Fynn Sterritt   |
| 8  | POL Polônia        | Campeonato Mundial de 2023                           | 7       | Łukasz Przybytek Jacek Piasecki     |                              |
| 9  | CRO Croácia        | Campeonato Mundial de 2023                           | 8       | Šime Fantela Mihovil Fantela        |                              |
| 10 | DEN Dinamarca      | Campeonato Mundial de 2023                           | 11      | Frederik Rask Jakob Precht Jensen   | Nikolaj Buhl Daniel Nyborg   |
| 11 | AUT Áustria        | Campeonato Mundial de 2023                           | 12      | Benjamin Bildstein David Hussl      |                              |
| 12 | CAN Canadá         | Jogos Pan-Americanos (América do Norte)              | 3       | William Jones Justin Barnes         | William Jones Justin Barnes  |
| 13 | URU Uruguai        | Jogos Pan-Americanos (América do Sul)                | 2       | Hernán Umpierre Fernando Diz        |                              |
| 14 | IRL Irlanda        | Campeonato Europeu                                   | 8       | Robert Dickson Sean Waddilove       |                              |
| —  |                    | Regata Africana de 2023                              |         |                                     |                              |
| 15 | AUS Austrália      | Sail Sidney de 2023                                  | 1       | Jim Colley Shaun Connor             | Jim Colley Shaun Connor      |
| 16 | CHN China          | Campeonato Mundial (Ásia)                            | 1       | Wen Zaiding Liu Tian                |                              |
| 17 | GER Alemanha       | Última Chance de 2024                                | 1       | Jakob Meggendorfer Andreas Spranger |                              |
| 18 | BEL Bélgica        | Última Chance de 2024                                | 2       | Yannick Lefèbvre Jan Heuninck       |                              |
| 19 | BRA Brasil         | Última Chance de 2024                                | 3       | Marco Grael Gabriel Simões          |                              |
| 20 | HKG Hong Kong      | Realocação do Programa das Nações em Desenvolvimento | 7       | Akira Sakai Russell Aylsworth       |                              |

## Eventos femininos

### IQFoil
| #  | Nação                           | Evento                                               | Posição | Classificadas        | Selecionadas     |
| -- | ------------------------------- | ---------------------------------------------------- | ------- | -------------------- | ---------------- |
| 1  | FRA França                      | Nação anfitriã                                       | —       | —                    | Hélène Noesmoen  |
| 2  | ISR Israel                      | Campeonato Mundial de 2023                           | 1       | Shahar Tibi          | Sharon Kantor    |
| 3  | GBR Grã-Bretanha                | Campeonato Mundial de 2023                           | 3       | Emma Wilson          | Emma Wilson      |
| 4  | NOR Noruega                     | Campeonato Mundial de 2023                           | 4       | Mina Mobekk          |                  |
| 5  | CHN China                       | Campeonato Mundial de 2023                           | 8       | Yan Zheng            |                  |
| 6  | MEX México                      | Campeonato Mundial de 2023                           | 9       | Mariana Aguilar      |                  |
| 7  | ITA Itália                      | Campeonato Mundial de 2023                           | 10      | Marta Maggetti       | Marta Maggetti   |
| 8  | NED Países Baixos               | Campeonato Mundial de 2023                           | 11      | Sara Wennekes        | Sara Wennekes    |
| 9  | ESP Espanha                     | Campeonato Mundial de 2023                           | 12      | Pilar Lamadrid       |                  |
| 10 | CRO Croácia                     | Campeonato Mundial de 2023                           | 14      | Palma Čargo          |                  |
| 11 | POL Polônia                     | Campeonato Mundial de 2023                           | 19      | Maja Dziarnowska     |                  |
| 12 | NZL Nova Zelândia               | Campeonato Mundial de 2023                           | 22      | Veerle ten Have      | Veerle ten Have  |
| 13 | HKG Hong Kong                   | Jogos Asiáticos                                      | 2       | Ma Kwan Ching        |                  |
| 14 | USA Estados Unidos              | Jogos Pan-Americanos (América do Norte)              | 2       | Dominique Stater     | Dominique Stater |
| 15 | ARG Argentina                   | Jogos Pan-Americanos (América do Sul)                | 4       | Chiara Ferretti      |                  |
| —  |                                 | Regata Africana de 2023                              |         |                      |                  |
| —  | AUS Austrália                   | Sail Sidney de 2023                                  | 1       | Samantha Costin      |                  |
| 16 | GER Alemanha                    | Campeonato Mundial (Europa)                          | 18      | Theresa Steinlein    |                  |
| 17 | CZE Chéquia                     | Última Chance de 2024                                | 1       | Kateřina Švíková     |                  |
| 18 | SWE Suécia                      | Última Chance de 2024                                | 3       | Johanna Hjertberg    |                  |
| 19 | AIN Atletas Individuais Neutros | Última Chance de 2024                                | 4       | Anastasiya Valkevich |                  |
| 20 | TUR Turquia                     | Última Chance de 2024                                | 5       | Merve Vatan          |                  |
| 21 | SLO Eslovênia                   | Última Chance de 2024                                | 6       | Lina Eržen           |                  |
| 22 | EST Estônia                     | Emerging Nations Program                             | 7       | Ingrid Puusta        | Ingrid Puusta    |
| 23 | AUT Áustria                     | Realocação do Programa das Nações em Desenvolvimento | 18      | Lorena Abicht        |                  |
| 24 | SUI Suíça                       | Realocação do Programa das Nações em Desenvolvimento | 22      | Elena Šandera        |                  |

### Formula Kite
| #  | Nação              | Evento                                  | Posição | Classificadas         | Selecionadas      |
| -- | ------------------ | --------------------------------------- | ------- | --------------------- | ----------------- |
| 1  | FRA França         | Nação anfitriã                          | —       | —                     | Lauriane Nolot    |
| 2  | GBR Grã-Bretanha   | Campeonato Mundial de 2023              | 2       | Eleanor Aldridge      | Eleanor Aldridge  |
| 3  | NED Países Baixos  | Campeonato Mundial de 2023              | 5       | Annelous Lammerts     |                   |
| 4  | USA Estados Unidos | Campeonato Mundial de 2023              | 7       | Daniela Moroz         | Daniela Moroz     |
| 5  | CHN China          | Campeonato Mundial de 2023              | 5       | Chen Jingyue          |                   |
| 6  | AUS Austrália      | Campeonato Mundial de 2023              | 11      | Breiana Whitehead     | Breiana Whitehead |
| 7  | ISR Israel         | Campeonato Mundial de 2023              | 12      | Maya Ashkenazi        | Gal Zukerman      |
| 8  | GER Alemanha       | Campeonato Mundial de 2023              | 14      | Leonie Meyer          |                   |
| 9  | ITA Itália         | Campeonato Mundial de 2023              | 15      | Maggie Pescetto       |                   |
| 10 | ESP Espanha        | Campeonato Europeu                      | 6       | Gisela Pulido         | Gisela Pulido     |
| 11 | THA Tailândia      | Jogos Asiáticos                         | 2       | Benyapa Jantawan      |                   |
| 12 | CAN Canadá         | Jogos Pan-Americanos (América do Norte) | 6       | Emily Bugeja          |                   |
| 13 | ARG Argentina      | Jogos Pan-Americanos (América do Sul)   | 2       | Catalina Turienzo     |                   |
| 14 | MRI Maurício       | Regata Africana de 2023                 | 1       | Julie Paturau         |                   |
| 15 | NZL Nova Zelândia  | Sail Sidney de 2023                     | 2       | Lucy Bilger           |                   |
| 16 | SUI Suíça          | Última Chance de 2024                   | 1       | Elena Lengwiler       |                   |
| 17 | POL Polônia        | Última Chance de 2024                   | 2       | Julia Damasiewicz     |                   |
| 18 | TUR Turquia        | Última Chance de 2024                   | 4       | Derin Atakan          |                   |
| 19 | AUT Áustria        | Última Chance de 2024                   | 5       | Alina Kornelli        |                   |
| 20 | POR Portugal       | Última Chance de 2024                   | 7       | Mafalda Pires de Lima |                   |

### ILCA 6
| #  | Nação              | Evento                                  | Posição | Classificadas          | Selecionadas           |
| -- | ------------------ | --------------------------------------- | ------- | ---------------------- | ---------------------- |
| 1  | FRA França         | Nação anfitriã                          | —       | —                      | Louise Cervera         |
| 2  | HUN Hungria        | Campeonato Mundial de 2023              | 1       | Mária Érdi             |                        |
| 3  | SUI Suíça          | Campeonato Mundial de 2023              | 2       | Maud Jayet             |                        |
| 4  | DEN Dinamarca      | Campeonato Mundial de 2023              | 3       | Anne-Marie Rindom      | Anne-Marie Rindom      |
| 5  | NED Países Baixos  | Campeonato Mundial de 2023              | 4       | Marit Bouwmeester      |                        |
| 6  | USA Estados Unidos | Campeonato Mundial de 2023              | 5       | Charlotte Rose         | Erika Reineke          |
| 7  | BEL Bélgica        | Campeonato Mundial de 2023              | 6       | Emma Plasschaert       | Emma Plasschaert       |
| 8  | SWE Suécia         | Campeonato Mundial de 2023              | 7       | Josefin Olsson         | Josefin Olsson         |
| —  | POR Portugal       | Campeonato Mundial de 2023              | 8       | Vasileia Karachaliou   |                        |
| 9  | ITA Itália         | Campeonato Mundial de 2023              | 9       | Carolina Albano        | Chiara Benini Floriani |
| 10 | AUS Austrália      | Campeonato Mundial de 2023              | 10      | Mara Stransky          | Zoe Thomson            |
| 11 | GBR Grã-Bretanha   | Campeonato Mundial de 2023              | 11      | Hannah Snellgrove      | Hannah Snellgrove      |
| 12 | GER Alemanha       | Campeonato Mundial de 2023              | 13      | Julia Busselberg       |                        |
| 13 | POL Polônia        | Campeonato Mundial de 2023              | 18      | Agata Barwinska        |                        |
| 14 | NOR Noruega        | Campeonato Mundial de 2023              | 19      | Line Flem Høst         |                        |
| 15 | ARG Argentina      | Campeonato Mundial de 2023              | 23      | Lucia Falasca          |                        |
| 16 | CAN Canadá         | Campeonato Mundial de 2023              | 24      | Sarah Douglas          | Sarah Douglas          |
| 17 | MAS Malásia        | Jogos Asiáticos                         | 1       | Nur Shazrin Mohd Latif |                        |
| 18 | BER Bermudas       | Jogos Pan-Americanos (América do Norte) | 10      | Adriana Penruddocke    |                        |
| 19 | CAY Ilhas Cayman   | Jogos Pan-Americanos (América do Norte) | 12      | Charlotte Webster      |                        |
| 20 | PER Peru           | Jogos Pan-Americanos (América do Sul)   | 5       | Florencia Chiarella    |                        |
| 21 | CHI Chile          | Jogos Pan-Americanos (América do Sul)   | 8       | Agustina von Appen     |                        |
| 22 | EGY Egito          | Regata Africana de 2023                 | 1       | Khouloud Mansy         |                        |
| 23 | MOZ Moçambique     | Regata Africana de 2023                 | 2       | Deizy Nhaquile         |                        |
| 24 | NZL Nova Zelândia  | Sail Sidney de 2023                     | 4       | Greta Pilkington       |                        |
| 25 | FIJ Fiji           | Sail Sidney de 2023                     | 8       | Sophia Morgan          | Sophia Morgan          |
| 26 | CHN China          | Campeonato Mundial (Ásia)               | 1       | Gu Min                 |                        |
| 27 | THA Tailândia      | Campeonato Mundial (Ásia)               | 4       | Sophia Montgomery      |                        |
| 28 | FIN Finlândia      | Campeonato Mundial ILCA de 2024         | 6       | Monika Mikkola         | Monika Mikkola         |
| 29 | IRL Irlanda        | Campeonato Mundial ILCA de 2024         | 20      | Eve McMahon            |                        |
| 30 | URU Uruguai        | Campeonato Mundial ILCA de 2024         | 29      | Dolores Moreira        |                        |
| 31 | ESP Espanha        | Campeonato Mundial ILCA de 2024         | 34      | Ana Moncada Sánchez    |                        |
| 32 | BRA Brasil         | Campeonato Mundial ILCA de 2024         | 35      | Gabriella Kidd         |                        |
| 33 | TUR Turquia        | Campeonato Mundial ILCA de 2024         | 36      | Ecem Güzel             |                        |
| 34 | MEX México         | Campeonato Mundial ILCA de 2024         | 37      | Elena Oetling          |                        |
| 35 | ISR Israel         | Campeonato Mundial ILCA de 2024         | 38      | Shay Kakon             | Shay Kakon             |
| 36 | LTU Lituânia       | Campeonato Europeu ILCA de 2024         | 2       | Viktorija Andrulytė    |                        |
| 37 | CRO Croácia        | Campeonato Europeu ILCA de 2024         | 4       | Elena Vorobeva         |                        |
| 38 | ROU Romênia        | Última Chance de 2024                   | 1       | Ebru Bolat             |                        |
| 39 | CYP Chipre         | Última Chance de 2024                   | 2       | Marilena Makri         |                        |
| 40 | SLO Eslovênia      | Última Chance de 2024                   | 3       | Lin Pletikos           |                        |
| 41 | IND Índia          | Emerging Nations Program                | 5       | Nethra Kumanan         |                        |
| 42 |                    | Lugares de universalidade               | —       | —                      |                        |
| 43 |                    | Lugares de universalidade               | —       | —                      |                        |

### 49erFX
| #  | Nação              | Evento                                               | Posição | Classificadas                        | Selecionadas                                  |
| -- | ------------------ | ---------------------------------------------------- | ------- | ------------------------------------ | --------------------------------------------- |
| 1  | FRA França         | Nação anfitriã                                       | —       | —                                    | Charline Picon Sarah Steyaert                 |
| 2  | SWE Suécia         | Campeonato Mundial de 2023                           | 1       | Vilma Bobeck Rebecca Netzler         | Vilma Bobeck Rebecca Netzler                  |
| 3  | NED Países Baixos  | Campeonato Mundial de 2023                           | 2       | Odile van Aanholt Annette Duetz      |                                               |
| 4  | AUS Austrália      | Campeonato Mundial de 2023                           | 3       | Olivia Price Evie Haseldine          | Olivia Price Evie Haseldine                   |
| 5  | BEL Bélgica        | Campeonato Mundial de 2023                           | 4       | Isaura Maenhaut Anouk Geurts         | Isaura Maenhaut Anouk Geurts                  |
| 6  | GBR Grã-Bretanha   | Campeonato Mundial de 2023                           | 5       | Freya Black Saskia Tidey             | Freya Black Saskia Tidey                      |
| 7  | NZL Nova Zelândia  | Campeonato Mundial de 2023                           | 6       | Jo Aleh Molly Meech                  | Jo Aleh Molly Meech                           |
| 8  | USA Estados Unidos | Campeonato Mundial de 2023                           | 7       | Stephanie Roble Maggie Shea          | Stephanie Roble Maggie Shea                   |
| 9  | NOR Noruega        | Campeonato Mundial de 2023                           | 8       | Pia Dahl Andersen Nora Edland        |                                               |
| 10 | ESP Espanha        | Campeonato Mundial de 2023                           | 9       | Támara Echegoyen Paula Barceló       | Támara Echegoyen Paula Barceló                |
| 11 | DEN Dinamarca      | Campeonato Mundial de 2023                           | 10      | Johanne Schmidt Andrea Schmidt       | Johanne Schmidt Andrea Schmidt                |
| 12 | CAN Canadá         | Jogos Pan-Americanos (América do Norte)              | 3       | Alexandra Ten Hove Mariah Millen     | Antonia Lewin-LaFrance Georgia Lewin-LaFrance |
| 13 | BRA Brasil         | Jogos Pan-Americanos (América do Sul)                | 1       | Martine Grael Kahena Kunze           |                                               |
| 14 | ITA Itália         | Campeonato Europeu                                   | 2       | Jana Germani Giorgia Bertuzzi        | Jana Germani Giorgia Bertuzzi                 |
| —  |                    | Regata Africana de 2023                              |         |                                      |                                               |
| —  |                    | Sail Sidney de 2023                                  |         |                                      |                                               |
| 15 | CHN China          | Campeonato Mundial (Ásia)                            | 1       | Hu Xiaoyu Shan Mengyuan              |                                               |
| 16 | POL Polônia        | Última Chance de 2024                                | 1       | Aleksandra Melzacka Sandra Jankowiak |                                               |
| 17 | GER Alemanha       | Última Chance de 2024                                | 3       | Marla Bergmann Hanna Wille           |                                               |
| 18 | FIN Finlândia      | Última Chance de 2024                                | 4       | Ronja Grönblom Veera Hokka           |                                               |
| 19 | JPN Japão          | Realocação do Programa das Nações em Desenvolvimento | 6       | Misaki Tanaka Sera Nagamatsu         | Misaki Tanaka Sera Nagamatsu                  |
| 20 | CZE Chéquia        | Realocação do Programa das Nações em Desenvolvimento | 10      | Zofia Burska Sára Tkadlecová         |                                               |

## Eventos mistos

### 470
| #  | Nação              | Evento                                | Posição | Classificados                                         | Selecionados                    |
| -- | ------------------ | ------------------------------------- | ------- | ----------------------------------------------------- | ------------------------------- |
| 1  | FRA França         | Nação anfitriã                        | —       | —                                                     | Jérémie Mion Camille Lecointre  |
| 2  | JPN Japão          | Campeonato Mundial de 2023            | 1       | Keiju Okada Miho Yoshioka                             | Keiju Okada Miho Yoshioka       |
| 3  | ESP Espanha        | Campeonato Mundial de 2023            | 2       | Jordi Xammar Nora Brugman                             | Jordi Xammar Nora Brugman       |
| 4  | AUT Áustria        | Campeonato Mundial de 2023            | 4       | Lara Vadlau Lukas Mähr                                |                                 |
| 5  | GER Alemanha       | Campeonato Mundial de 2023            | 5       | Anastasiya Winkel Malte Winkel                        |                                 |
| 6  | SWE Suécia         | Campeonato Mundial de 2023            | 6       | Anton Dahlberg Lovisa Karlsson                        | Anton Dahlberg Lovisa Karlsson  |
| 7  | ISR Israel         | Campeonato Mundial de 2023            | 7       | Noa Lasri Nitai Hasson                                | Noa Lasri Nitai Hasson          |
| 8  | POR Portugal       | Campeonato Mundial de 2023            | 10      | Pedro Costa Carolina João                             |                                 |
| 9  | SUI Suíça          | Campeonato Mundial de 2023            | 12      | Yves Mermod Maja Siegenthaler                         |                                 |
| 10 | AUS Austrália      | Sail Sidney de 2023                   | 2       | Nia Jerwood Conor Nicholas                            | Nia Jerwood Conor Nicholas      |
| 11 | CHN China          | Campeonato Mundial (Ásia)             | 1       | Xu Ming Tu Yahan                                      |                                 |
| 12 | ANG Angola         | Campeonato Mundial (África)           | 59      | Matias Montinho Manuela Paulo                         |                                 |
| 13 | GBR Grã-Bretanha   | Campeonato Mundial (Europa)           | 2       | Vita Heathcote Chris Grube                            | Vita Heathcote Chris Grube      |
| 14 | USA Estados Unidos | Campeonato Mundial (América do Norte) | 26      | Stuart McNay Lara Dallman-Weiss                       | Stuart McNay Lara Dallman-Weiss |
| 15 | BRA Brasil         | Campeonato Mundial (América do Sul)   | 27      | Henrique Haddad Isabel Swan                           |                                 |
| 16 | ITA Itália         | Última Chance de 2024                 | 1       | Giacomo Ferrari Alessandra Dubbini                    |                                 |
| 17 | SLO Eslovênia      | Última Chance de 2024                 | 3       | Tina Mrak Jakob Božič                                 |                                 |
| 18 | GRE Grécia         | Última Chance de 2024                 | 4       | Ariadne-Paraskevi Spanaki Odysseas-Emmanouil Spanakis |                                 |
| 19 | TUR Turquia        | Última Chance de 2024                 | 5       | Lara Nalbantoğlu Deniz Çınar                          |                                 |

### Nacra 17
| #  | Nação              | Evento                                               | Posição | Classificados                             | Selecionados                          |
| -- | ------------------ | ---------------------------------------------------- | ------- | ----------------------------------------- | ------------------------------------- |
| 1  | FRA França         | Nação anfitriã                                       | —       | —                                         | Tim Mourniac Lou Berthomieu           |
| 2  | ITA Itália         | Campeonato Mundial de 2023                           | 1       | Ruggero Tita Caterina Banti               | Ruggero Tita Caterina Banti           |
| 3  | GBR Grã-Bretanha   | Campeonato Mundial de 2023                           | 2       | John Gimson Anna Burnet                   | John Gimson Anna Burnet               |
| 4  | SWE Suécia         | Campeonato Mundial de 2023                           | 3       | Emil Järudd Cecilia Jonsson               |                                       |
| 5  | NED Países Baixos  | Campeonato Mundial de 2023                           | 4       | Laila van der Meer Bjarne Bouwer          | Laila van der Meer Bjarne Bouwer      |
| 6  | GER Alemanha       | Campeonato Mundial de 2023                           | 7       | Paul Kohlhoff Alica Stuhlemmer            |                                       |
| 7  | NZL Nova Zelândia  | Campeonato Mundial de 2023                           | 8       | Micah Wilkinson Erica Dawson              | Micah Wilkinson Erica Dawson          |
| 8  | ARG Argentina      | Campeonato Mundial de 2023                           | 9       | Mateo Majdalani Eugenia Bosco             |                                       |
| 9  | FIN Finlândia      | Campeonato Mundial de 2023                           | 10      | Sinem Kurtbay Akseli Keskinen             | Sinem Kurtbay Akseli Keskinen         |
| 10 | ESP Espanha        | Campeonato Mundial de 2023                           | 11      | Tara Pacheco Andrés Barrio García         | Tara Pacheco Andrés Barrio García     |
| 11 | USA Estados Unidos | Jogos Pan-Americanos (América do Norte)              | 2       | Sarah Newberry-Moore David Liebenberg     |                                       |
| 12 | BRA Brasil         | Jogos Pan-Americanos (América do Sul)                | 3       | Samuel Albrecht Gabriela Nicolino         |                                       |
| 13 | AUT Áustria        | Campeonato Europeu                                   | 4       | Lukas Haberl Tanja Frank                  |                                       |
| —  |                    | Regata Africana de 2024                              |         |                                           |                                       |
| 14 | AUS Austrália      | Sail Sidney de 2023                                  | 1       | Brin Liddell Rhiannon Brown               | Brin Liddell Rhiannon Brown           |
| 15 | CHN China          | Campeonato Mundial (Ásia)                            | 1       | Mai Huicong Chen Linlin                   |                                       |
| 16 | DEN Dinamarca      | Última Chance de 2024                                | 1       | Natacha Saouma-Pedersen Mathias Borreskov |                                       |
| 17 | TUR Turquia        | Última Chance de 2024                                | 2       | Alican Kaynar Beste Kaynakçı              |                                       |
| 18 | BEL Bélgica        | Última Chance de 2024                                | 3       | Lucas Claeyssens Eline Verstraelen        | Lucas Claeyssens Eline Verstraelen    |
| 19 | JPN Japão          | Realocação do Programa das Nações em Desenvolvimento | 5       | Shibuki Iitsuka Oura Nishida Capiglia     | Shibuki Iitsuka Oura Nishida Capiglia |